# Adolphe Hoste
Adolphe Joseph Hoste (1846 - 1915) was een Belgisch uitgever.

## Levensloop
Na studies aan de Gentse universiteit, waar hij covoorzitter was van de studentenvereniging 't Zal Wel Gaan, nam Adolphe Hoste in 1877 de boekhandel annex uitgeverij en drukkerij van zijn vader over, op de hoek van de Voldersstraat en de Veldstraat in Gent. In 1881 huwde hij met Elodie Taminiau, de weduwe van Hippolyte Annoot en enige erfgename van de firma Annoot-Braeckman. Daardoor verwierf hij ook de controle over de oude drukkerij van de familie De Busscher die al zestig jaar lang stevig verankerd was in de liberale perswereld.
Hoewel hij behoorde tot de Franstalige burgerij, was hij een verdediger van de Nederlandse taal en publiceerde hij teksten van onder meer Prudens van Duyse, Rosalie en Virginie Loveling, Julius Vuylsteke en Cyriel Buysse. In 1909 verkocht hij zijn boekhandel aan zijn vriend Adolf Herckenrath. Zijn uitgeverij en drukkerij behield hij tot zijn overlijden in 1915, waarna zijn dochter Jenny en schoonzoon Adolphe Hebbelynck het familiebedrijf verderzetten. Zij waren de ouders van Paul Hebbelynck, wier nazaten tot op heden actief zijn in de bedrijfsgebouwen op de Galgenberg.
Zonder ooit een politiek mandaat uit te oefenen, was hij een van de voormannen van de Gentse liberale beweging. Hij was vele jaren lid van het Willemsfonds en medestichter van Het Volksbelang. Vanaf 1888 aan het hoofd van de loge Le Septentrion, als opvolger van Hippolyte Lippens.